# Vitex
- Commons
- Wikispecies

Vitex (/ˈvaɪtɛks/)é um género botânico pertencente à família Lamiaceae, encontrado nas regiões tropicais e subtropicais de todo o mundo, com cerca de 250 espécies.

## Espécies
- Vitex agnus-castus L.
- Vitex cymosa Bert. ex Spreng.
- Vitex divaricata Sw.
- Vitex glabrata R.Br.
- Vitex incisa Lam.
- Vitex negundo L.
- Vitex orinocensis K.
- Vitex parviflora Juss.
- Vitex rotundifolia L. f.
- Vitex trifolia L.
- «Lista completa»

## Classificação do gênero
| Sistema | Classificação                        | Referência               |
| ------- | ------------------------------------ | ------------------------ |
| Linné   | Classe Didynamia, ordem Angiospermia | Species plantarum (1753) |